# 衝上雲霄系列
《衝上雲霄系列》（英語：Triumph in the Skies）是香港電視廣播有限公司拍攝製作的一系列時裝航空電視劇，首輯由潘嘉德擔任監製，於2003年10月27日至12月20日期間於翡翠台首播，第二輯則由歐冠英和陳維冠共同監製，於2013年7月15日至9月8日期間首播。此兩輯也是由香港機場管理局協助，不過贊助的航空公司就有所不同，第一輯由國泰航空贊助，第二輯就由香港航空贊助，但劇情均有聯繫。
此系列是無線電視首部以航空業為題材電視劇，目前系列暫有兩輯電視劇。此兩輯拍攝景點除了在香港，還有日本北海道，義大利羅馬和佛羅倫斯、澳洲阿德萊德、中國海南、法國巴黎、 英國倫敦和巴斯以及臺灣高雄和墾丁，整個製作也得到訓練導師的專業指導和協助。

## 系列大綱

### 衝上雲霄
講述唐亦琛（吳鎮宇飾）自小生活在舊機場區，由於母親邢佳美（韓馬利飾）不辭而別，因此亦琛一心想成為機師，有朝一日架著飛機迎母親回家。經過努力，亦琛成為飛揚航空（Solar Airways）高級副機長，雖工作得意，亦琛的感情生活卻因無法走出父母離異的陰霾，顯得十分貧乏。在一次前往羅馬旅遊的過程中亦琛結識樂以珊（陳慧珊飾），兩人互有愛意，卻因誤會而分開。而亦琛好友凌雲志（馬德鐘飾）卻對以珊一見鍾情，兩人回港後繼續交往、結婚，但因雲志認為以珊對亦琛舊情難忘，無法釋懷，遂決定獨身返回澳洲，讓以珊決定選擇誰為終身伴侶。與此同時與亦琛交往一段時間的蘇怡（胡杏兒飾）也認為亦琛無法忘記以珊，十分痛苦，決定退出這場四角戀，在種種的壓力下，亦琛究竟該做出怎麼樣的選擇呢？另一方面亦琛在羅馬遇上自小未曾謀面的弟弟唐亦風（吳卓羲飾），亦風十分自負，追隨亦琛腳步報考機師時遇上童希欣（葉璇飾），對其有好感，但兩人的另一好友萬浩聰（陳鍵鋒飾）對希欣亦有意，亦風深覺自己比不上浩聰，決定疏遠希欣，三人面對愛情及友誼的考驗。

### 衝上雲霄II
講述已晉升為高級副機長的唐亦風（吳卓羲飾）離開了飛揚航空後，加入了天頌航空（Skylette），在此他非常崇拜公司裏的明星機長顧夏陽（張智霖飾），並漸漸與酷似其大嫂蘇怡、夏陽的妹妹顧夏晨（胡杏兒飾）發生情愫。機長唐亦琛（吳鎮宇飾）因蘇怡（胡杏兒分飾）之死在英國倫敦渡過悠長假期，直至他遇到破壞他蛋糕的瘋癲何年希（陳法拉飾），令他提早結束假期回港並加入天頌航空再次飛翔，並與夏陽成為亦敵亦友的關係。兩人性格南轅北轍，亦琛內斂，夏陽張揚，加上亦琛擔任訓練機長考核夏陽，他們在事業和愛情上都有一番較量。高級副機長高志宏（馬國明飾）有兩個女朋友，難以取捨又不忍傷害。他與高級機艙事務長方芮嘉（江美儀飾）分享秘密成為知己，最後竟發生一夜情。本是港隊游泳選手的詹子麟（羅仲謙飾），為退役籌謀投考機師，卻愛上代友懷孕的機艙事務長凌卓芝（胡定欣飾）......隨著飛機的起落升降，繪成了一段段傷感、離別、喜悅與重逢的故事。

### 衝上雲霄 (電影)
年青機師 Branson（古天樂飾），另一身分是富商兒子，從爸爸手上接管生意後，全力打理 Skylette 天頌航空。他對公司的空中服務員 Cassie（佘诗曼飾）照顧有加，原來二人是前度關係，數年前 Branson 因要往紐約接管家族生意，只好無奈跟她暫別，但其實大家心中都一直有對方，只是沒有宣之於口。為幫公司建立新形象，Branson 邀請 Rock Star TM（鄭秀文飾）拍攝宣傳片，並由 Sam（吳鎮宇飾） 擔任拍攝時的飛行顧問，碰巧二人早前為航班誤點有過磨擦，令見面時非常尷尬，但過程中竟又互相發現對方的優點，暗生情愫。顧夏陽 Jayden（張智霖飾）為接受待遇更佳的私人機師一職，離開天頌。一次航程，遇上年輕活潑的女子 Kika（郭采潔飾），起初只覺得她是貪圖金錢、任性妄為的女子，但性格吻合又令兩人火速戀上，正當愛得纏綿之際，Jayden 得悉原來奉行及時行樂的 Kika 的背後另有原因......三段感情，發展都不似預期，但原來只要明白到世事再沒完美，能夠在歲月如歌中找到快樂便已足夠。

## 系列
| 劇集/ 電影名稱  | 首播/上映日期                  | 集數   | 導演/監製              |
| 電視劇          | 電視劇                         | 電視劇 | 電視劇                 |
| --------------- | ------------------------------ | ------ | ---------------------- |
| 衝上雲霄        | 2003年10月27日－2003年12月20日 | 40     | 潘嘉德                 |
| 衝上雲霄II      | 2013年7月15日－2013年9月8日    | 43     | 歐冠英、陳維冠         |
| 電影            |                                |        |                        |
| 衝上雲霄 (電影) | 2015年2月19日                  | 1      | 葉偉信、鄒凱光／梁家樹 |

## 演員
| 演員   | 角色         | 衝上雲霄 | 衝上雲霄2 | 衝上雲霄 (電影) |
| ------ | ------------ | -------- | --------- | --------------- |
| 吳鎮宇 | 唐亦琛       |          |           |                 |
| 陳慧珊 | 樂以珊       |          |           |                 |
| 馬德鐘 | 凌雲志       |          |           |                 |
| 胡杏兒 | 蘇 怡        |          |           |                 |
| 胡杏兒 | 顧夏晨       |          |           |                 |
| 吳卓羲 | 唐亦風       |          |           |                 |
| 葉 璇  | 童希欣       |          |           |                 |
| 陳鍵鋒 | 萬浩聰       |          |           |                 |
| 黃宗澤 | 謝立豪       |          |           |                 |
| 馬國明 | 高志宏       |          |           |                 |
| 張智霖 | 顧夏陽       |          |           |                 |
| 陳法拉 | 何年希       |          |           |                 |
| 古天樂 | 張春亮       |          |           |                 |
| 鄭秀文 | 譚 夢        |          |           |                 |
| 佘詩曼 | 潘家詩       |          |           |                 |
| 郭采潔 | 薛健雅       |          |           |                 |
| 胡定欣 | 凌卓芝       |          |           |                 |
| 石 修  | 唐 璜        |          |           |                 |
| 韓馬利 | 邢佳美       |          |           |                 |
| 蘇玉華 | 貝嘉露       |          |           |                 |
| 林曉峰 | 莫善波       |          |           |                 |
| 陳秀珠 | 葉雁婷       |          |           |                 |
| 駱應鈞 | 金澤泰       |          |           |                 |
| 戴志偉 | 司徒軒       |          |           |                 |
| 鍾麗淇 | 丘慧琪       |          |           |                 |
| 鄧梓峰 | 程日東       |          |           |                 |
| 魯振順 | 費文高       |          |           |                 |
| 江美儀 | 方芮嘉       |          |           |                 |
| 羅仲謙 | 詹子麟       |          |           |                 |
| 傅嘉莉 | 喬祖思       |          |           |                 |
| 岑麗香 | 莫文翠       |          |           |                 |
| 單立文 | 景家駿       |          |           |                 |
| 朱晨麗 | 胡娉/ 景洛桃 |          |           |                 |
| 朱 璇  | Kate         |          |           |                 |
| 朱 璇  | Winnie       |          |           |                 |
| 劉俊孝 | Tony         |          |           |                 |
| 恭碩良 | TM經理人     |          |           |                 |

## 收视
衝上雲霄

以下為本劇於香港無綫電視翡翠台之收視紀錄：
| 週次 | 日期                    | 集數  | 平均收視 | 最高收視 |
| 1    | 2003年10月27日-10月31日 | 01-05 | 31點     |          |
| 2    | 2003年11月3日-11月7日   | 06-10 | 31點     |          |
| 3    | 2003年11月10日-11月14日 | 11-15 | 30點     |          |
| 4    | 2003年11月17日-11月21日 | 16-20 | 33點     |          |
| 5    | 2003年11月24日-11月28日 | 21-25 | 33點     |          |
| 6    | 2003年12月1日-12月5日   | 26-30 | 33點     |          |
| 7    | 2003年12月8日-12月12日  | 31-35 | 33點     |          |
| 8    | 2003年12月15日-12月20日 | 36-40 | 32點     | 37點     |

衝上雲霄2
- 《衝上雲霄II》兩小時大結局平均收視38點，最高收視41點，為無綫於2013年唯一一部突破40點收視劇集。

以下為本劇於香港無綫電視翡翠台、高清翡翠台之收視紀錄：
| 週次 | 集數   | 日期                   | 平均收視 | 最高收視 |
| 1    | 01－05 | 2013年7月15日－7月19日 | 31點     | 35點     |
| 2    | 06－10 | 2013年7月22日－7月26日 | 30點     | 34點     |
| 3    | 11－15 | 2013年7月29日－8月2日  | 30點     | 32點     |
| 4    | 16－20 | 2013年8月5日－8月9日   | 29點     | 32點     |
| 5    | 21－25 | 2013年8月12日－8月16日 | 31點     | 32點     |
| 6    | 26－30 | 2013年8月19日－8月23日 | 30點     | 31點     |
| 7    | 31－35 | 2013年8月26日－8月30日 | 31點     | 33點     |
| 8    | 36－41 | 2013年9月2日－9月6日   | 31點     | 32點     |
| 8    | 42－43 | 2013年9月8日           | 38點     | 41點     |

## 劇集歌曲
| 名稱                | 主題曲                       | 插曲／片尾曲                                             |
| 電視劇              | 電視劇                       | 電視劇                                                   |
| ------------------- | ---------------------------- | -------------------------------------------------------- |
| 《衝上雲霄》        | 《歲月如歌》（主唱：陳奕迅） | 《我不愛你》（主唱：陳慧珊）                             |
| 《衝上雲霄II》      | 《衝上雲霄》（主唱：林子祥） | 《On My Way》（主唱：林峯） 《空中戀人》（主唱﹕林欣彤） |
| 電影                |                              |                                                          |
| 《衝上雲霄》 (電影) | 《歲月如歌》（主唱：陳奕迅） | 《Over The Rainbow》（主唱：鄭秀文）                     |

## 外部連結
- 十年又见《冲上云霄》 人物关系热剧结局主角豪宅大曝光-網頁 （页面存档备份，存于）
- 十年又见《冲上云霄》 人物关系热剧结局主角豪宅大曝光-圖片 （页面存档备份，存于）
- 吴镇宇愿意再拍《冲上云霄3》:那是我的荣幸 （页面存档备份，存于）
- 衝上雲霄3